# Rhaphidostichum luzonense
Rhaphidostichum luzonense är en bladmossart som beskrevs av Brotherus 1925. Rhaphidostichum luzonense ingår i släktet Rhaphidostichum och familjen Sematophyllaceae. Inga underarter finns listade i Catalogue of Life.